# Kwarta kątowa
Kwarta (łac. pars minuta quarta – czwarta część mała) – jednostka miary kąta płaskiego równa 1/60 tercji, czyli 1/3600 sekundy, czyli 1/216 000 minuty, czyli 1/12 960 000 stopnia, oznaczana przez 1⁗. Nie należy do układu SI.
1⁗ = (1/60)‴ = (1/3600)″ = (1/216.000)′ = (1/12.960.000)°
W typografii cyfrowej kwarta kątowa oznaczana jest znakiem quadris (łac.) o numerze unikodowym U+2057 QUADRUPLE PRIME.